# AgustaWestland AW119

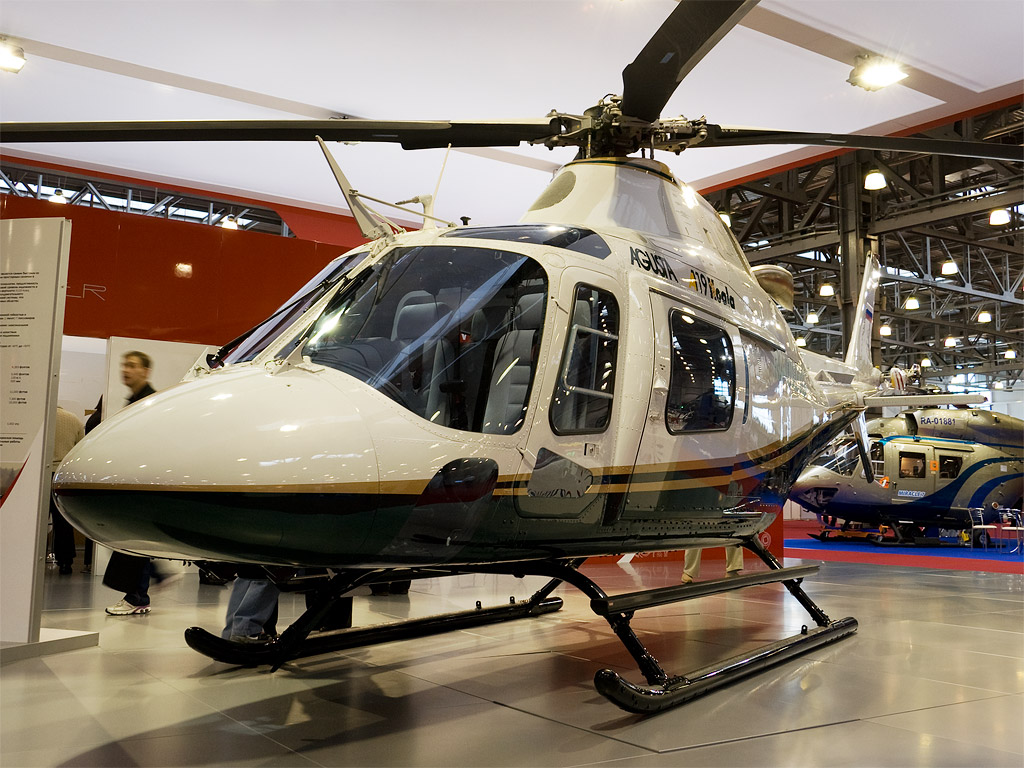
A119 Koala immatricolato RA-0923G all'esposizione "HeliRussia 2008".

L'AgustaWestland AW119 Koala (in precedenza Agusta A119) è un elicottero costruito da Leonardo S.p.a. (precedentemente AgustaWestland) prodotto negli USA. È un elicottero leggero, monomotore, multiruolo a 8 posti, prodotto per il mercato civile. Si inserisce nel segmento di mercato di interesse per gli operatori per i quali i benefici di risparmio dei costi di esercizio di un monomotore lasciano preferire questa soluzione rispetto alla più sicura, ma più costosa configurazione bimotore.
L'AW119 viene considerato la variante monomotore dell'A109, ma, ad un esame più attento, si possono evidenziare alcune differenze maggiori. Il Koala ha il carrello a pattino, alcune importanti differenze aerodinamiche tra cui la coda e i pianetti di coda e una avionica più semplice.
L'AW119 è attualmente in produzione presso lo stabilimento di assemblaggio finale di AgustaWestland Philadelphia Corporation (AWPC) negli USA.

## Storia
Lo sviluppo di un nuovo elicottero monoturbina denominato A119 e derivato dall’A109 iniziò nel 1994 e portò al primo volo del suo prototipo nel febbraio 1995; a giugno venne presentato al pubblico per la prima volta al Paris Air Show. I due prototipi prodotti erano dotati di un Turbomeca Arriel 2K1, ma dal 1998 i prototipi vennero equipaggiati, così come gli esemplari di produzione a seguire, con un Pratt & Whitney Canada PT6B-37A. La certificazione italiana, prevista inizialmente per il 1997, è stata ottenuta il 30 dicembre 1999 a causa dell’alta domanda relativa all’A109E Power e del continuo miglioramento della macchina per soddisfare le aspettative dei clienti. La certificazione della FAA è stata rilasciata nel 2000; nel settembre dello stesso anno venne consegnato il primo esemplare alla compagnia di logistica australiana Linfox.
A partire dal 2004 l'assemblaggio è stata progressivamente spostata da Vergiate a Philadelphia; nel 2005 ha volato il primo esemplare prodotto presso l’impianto americano.
Alla Heli-Expo di Orlando del 2007 è stata presentata la versione AW119Ke, diminutivo di Koala enhanced, caratterizzata da un incremento del peso massimo al decollo che può arrivare sino a 2.850 kg se caricato con gancio baricentrico, e di 2.720 kg con carico interno  e da pale del rotore principale ridisegnate.
Nel 2010 AgustaWestland e Tata Sons hanno siglato un accordo per la costituzione della joint venture Indian Rotorcraft, con lo scopo di assemblare presso Hyderabad gli AW119Ke e gli AW101; in seguito alle accuse di corruzione emerse nel 2013 per la fornitura di AW101 all'India, Finmeccanica è stata bandita da ogni competizione indiana.
Nel 2012 è stata presentata la versione AW119Kx, identica alla Ke ma con avionica Garmin G1000H, che nel 2019 ha ottenuto la certificazione FAA per il volo strumentale, rendendolo l’unico elicottero monoturbina ad avere questo tipo di certificazione.
Nella primavera del 2017 un AW119Kx ha svolto una serie di voli dimostrativi in Nepal per dimostrare le sue capacità operative in diverse tipologie di missione ad alta quota insieme all’alpinista e pilota Simone Moro, raggiungendo una quota massima di 7370 m ( 24180 Ft).

## Tecnica
L’AW119 è un elicottero leggero multiruolo derivato dall’A109 configurato con un solo motore (come in realtà era il progetto originale dell'A109), con un pattino al posto del carrello e coda e piano orizzontali ridisegnati.

### Cellula
Secondo Agusta, al momento del suo ingresso in servizio, la cabina dell’A119 aveva un volume del 30% maggiore rispetto ad ogni altro elicottero monomotore in commercio. L’adattabilità della cabina ne consente l’impiego per trasporto VIP, compiti utility, addestramento, servizi di sicurezza ed elisoccorso; grazie alla spaziosità della cabina, in configurazione HEMS può ospitare fino a due barelle con due sanitari.
La cellula dell’AW119 è realizzata in pannelli di lega di alluminio e il pavimento è realizzato con una struttura a sandwich. Sul lato sinistro, dietro la cabina nella trave di coda, vi è una stiva di 0,95 m³; un ulteriore spazio di 0,5 m³ è accessibile direttamente dalla cabina.
L’elicottero può essere dotato di un gancio in grado di sollevare carichi esterni fino a 1 400 kg e di un gancio addizionale per carichi fino a 500 kg, di un verricello lungo 50 m in grado di portare fino a 204 kg o di un serbatoio d'acqua da 1 200 l posto sotto la fusoliera per la lotta antincendio; i pattini di atterraggio possono essere equipaggiati con pattini da neve o con galleggianti. I pattini di atterraggio dei TH-73A della United States Navy sono modificati per garantire una maggiore vita operativa in condizioni di addestramento.

### Rotori
Il rotore principale ha un diametro di 10,83 m, è completamente articolato ed è costituito da quattro pale realizzate in materiali compositi; il mozzo del rotore è realizzato in titanio e i cuscinetti sono di tipo elastomerico, che non richiedono l’uso di lubrificante; le estremità del rotore principale sono spazzate per ridurre la velocità locale e il rumore prodotto. Il rotore di coda, del diametro di 1,94 m, è semi-rigido, costituito da due pale in composito e dotato di cuscinetti in teflon e il suo mozzo è in acciaio.

### Motore
I primi due prototipi erano dotati di un Turbomeca Arriel 2K1 da 595 kW (800 shp), sostituito a partire dal 1998 da un Pratt & Whitney Canada PT6B-37A da 747 kW (1 002 shp) al decollo mentre la trasmissione è limitata, in decollo, a 684 kW (917 shp): ciò implica che al decollo il pilota può disporre dell’intera potenza trasmissibile dalla gearbox. Il numero di giri del motore e la relativa accelerazione sono controllati da un Electronic Engine Controller (EEC); in caso di avaria dell’EEC il controllo viene esercitato da un Mechanical Engine Controller (MEC) e in caso di ulteriore avaria da un comando manuale.
L’AW119 è dotato di tre serbatoi di combustibile da 605 l complessivi che possono essere affiancati da due serbatoi ausiliari, da 106 e 159 l, posizionati sotto e immediatamente dietro alla cabina.

### Impianti
Alla trasmissione sono collegate due pompe di due sistemi idraulici separati identici la cui unica differenza è che il secondo non controlla il servo-attuatore del rotore di coda. L’elicottero è dotato di una batteria da 28 V corrente continua nichel-cadmio e di un generatore (due sui TH-73) da 200 A corrente continua alimentato dalla trasmissione.
I primi esemplari di AW119 sono dotati di strumentazione di volo classica, mentre gli esemplari di produzione successiva e gli AW119Ke sono dotati di strumentazione ibrida Bendix-King Silver Crown, con strumenti analogici e due schermi LCD; sugli AW119Kx sono installate le suite avioniche glass cockpit Garmin G1000H oppure Genesys Systems IDU-680 EFIS, destinata ad equipaggiare i TH-73A, entrambe compatibili con NVG.
Gli AW119 sono dotati di un pilota automatico a due canali e di uno stability augmentation system (SAS) a due canali per il controllo dell’assetto di volo.

## Versioni[23]
- A119 Koala - versione originale in produzione; peso massimo al decollo: 2720 kg
  - AW119 - denominazione adottata dopo la fusione tra Agusta e Westland Helicopters
- AW119 MkII - versione con rotori ridisegnati, carico utile incrementato e miglior efficienza nel consumo di carburante; peso massimo al decollo: 2850 kg[23]
  - AW119Ke - denominazione commerciale per l'AW119 MkII[24]
  - AW119Kx - versione dell'AW119 MkII con nuova suite avionica integrata Garmin G1000H
  - TH-119 / TH-73 - versione dell'AW119Kx con glass cockpit Genesys Aerosystems, proposto per la sostituzione del Bell TH-57 SeaRanger come elicottero da addestramento dell'US Navy[25]; il TH-119 è stato selezionato nel gennaio 2020 ed entrerà in servizio con la designazione di TH-73A "Thrasher".[26][27]

## Utilizzatori

### Civili

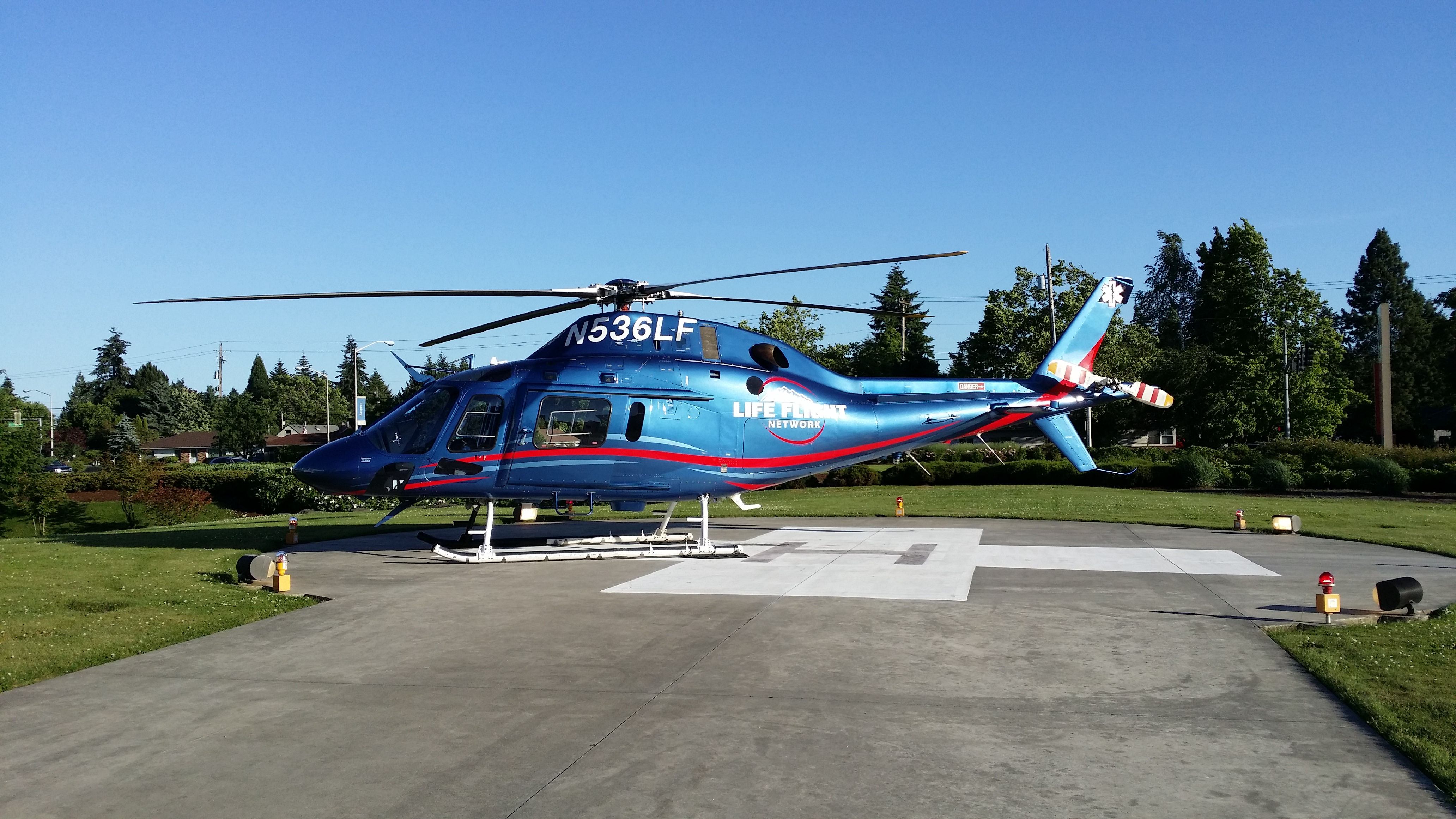
Un AW119Kx di Life Flight Network

Canada
- Geotech Aviation[28]

 Cile
- Rotortec[29]

 Indonesia
- National Utility Helicopters[30]

 Regno Unito
- Thunder Air Ltd.

 Spagna
- Pegasus Aero Group[31]

 Stati Uniti
- Air Methods
- Era Group[32]
- Maritime Helicopters[33]
- Life Flight Network[34]

21 AW119Kx.
- Life Link III

10 AW119Kx in servizio al luglio 2020, utilizzati per il trasporto medico d’emergenza in Minnesota e Wisconsin. Un nuovo esemplare è stato ordinato nello stesso mese, portando la flotta a 11 elicotteri.
- Medx Air One[37]
- TriState CareFlight

10 aeromobili.
 Sudafrica
- Henley Air[39]
- Red Cross Air Mercy Service

4 AW119Ke in servizio.
 Turchia
- Kaan Air[41]

### Governativi
Argentina
- Gendarmería Nacional Argentina

3 AW119Ke in servizio dal 2019.
 Brasile
- Corpo de Bombeiros Militar do Estado de Goiás[43]

1 AW119Ke.
- Polícia Civil do Estado do Rio Grande do Sul

2 AW119Kx utilizzati per ordine pubblico e soccorso sanitario.
- Polícia Militar de Santa Catarina

1 AW119Ke in servizio.
- Polícia Militar do Estado de Goiás

1 AW119Ke.
- Polícia Rodoviária Federal

6 AW119Kx ordinati a novembre 2020 che saranno consegnati entro il 2021.
- Governo de Alagoas

1 AW119Ke per trasporto VIP.
- Secretaria da Segurança Pública e da Defesa Social

1 AW119Kx consegnato il 24 agosto 2023 e utilizzato dal Centro Integrado de Operações Aéreas del Rio Grande do Norte.
 Cina
- Shanghai Kingwing General Aviation

23 AW119Kx in servizio per compiti di elisoccorso.
 Finlandia
- Rajavartiolaitos

4 AW119Ke.
 Lettonia

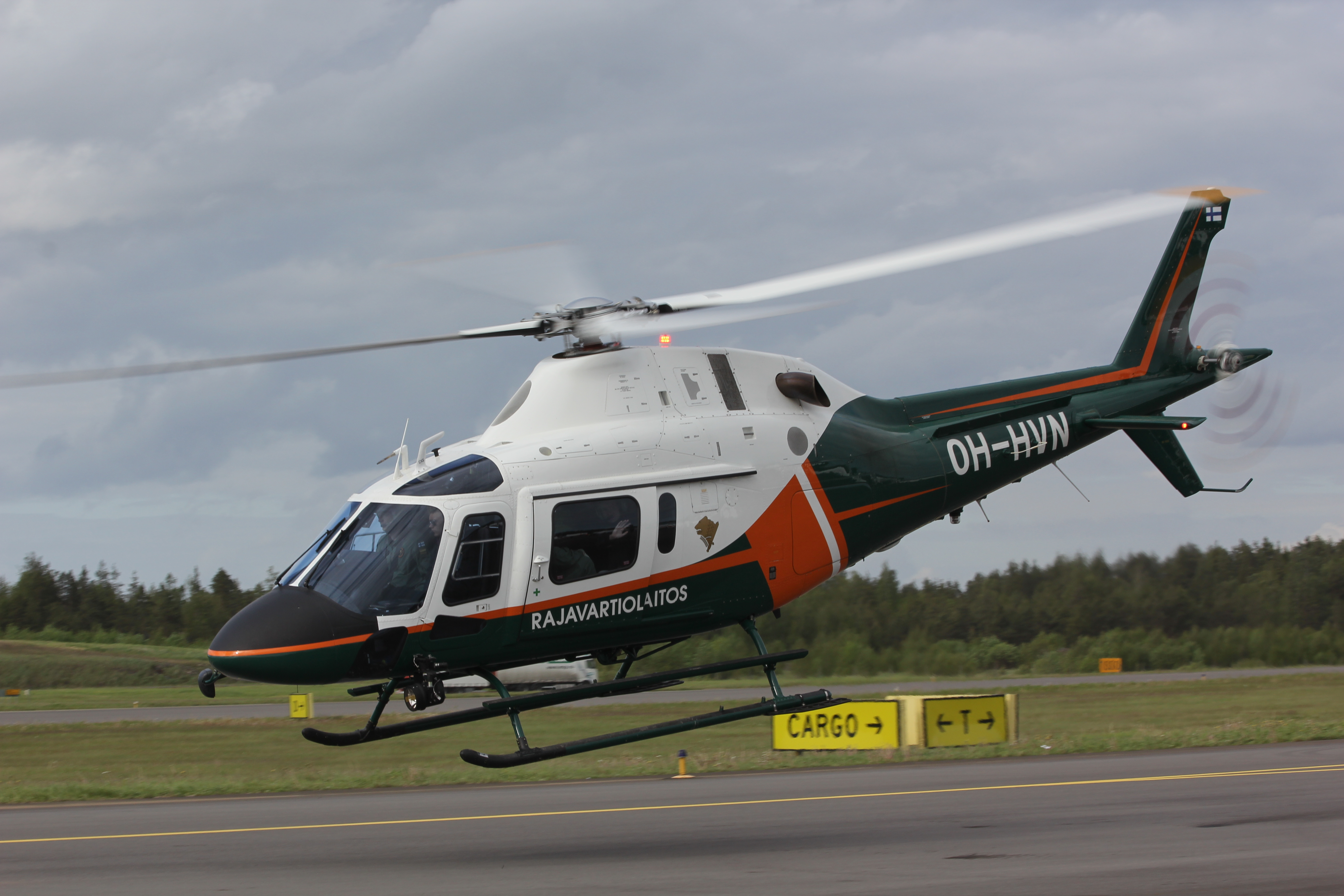
Un AW119Ke della Guardia di frontiera finlandese

- Valsts Robežsardze (Polizia di Frontiera della Lettonia)

2 AW119Kx in servizio all'ottobre 2020.
 Messico
- Estado de Mexico

2 AW119Ke.
 Repubblica Serba
- Servizio elicotteristico della Repubblica Serba

1 AW119Kx acquistato nel 2018 e impiegato per trasporti sanitari e lotta antincendio.
 Stati Uniti
- New York City Police Department

4 AW119 operati tra il 2004 e il 2015 sostituiti da altrettanti Bell 429.
- New York City Department of Environmental Protection Police

Un AW119Kx ordinato nel 2017, seguito da un altro esemplare nel 2022.
- University of New Mexico Health Sciences Center

1 AW119Kx per servizi di emergenza sanitaria.

### Militari
Algeria
- Al-Quwwat al-Jawwiyya al-Jaza'iriyya

8 AW-119KE consegnati ed in servizio al maggio 2021.
 Bangladesh
- Bangladesh Biman Bahini

2 AW119Kx consegnati e in servizio a maggio 2021.
 Ecuador
- Fuerza Aérea Ecuatoriana

4 AW119Ke consegnati dal 2019 in servizio utilizzati in compiti di addestramento, evacuazione medica e pattugliamento.
 Israele
- Heyl Ha'Avir

7 AW-119Kx ordinati a febbraio 2019 che saranno utilizzati per compiti addestrativi. Ulteriori 5 esemplari sono stati ordinati il 22 settembre 2020, portando a 12 il numero degli esemplari ordinati. Primo esemplare consegnato il 24 novembre 2024.
 Italia
- Servizio Aereo Carabinieri

20 AW-119Kx ordinati il 27 ottobre 2022, con consegne previste tra il 2023 e il 2026.
 Portogallo
- Força Aérea Portuguesa

5 AW-119Kx (più 2 opzioni) ordinati il 18 ottobre 2018, con un contratto di circa 20 milioni di euro, e consegne entro la fine del 2020. I primi 2 esemplari sono stati consegnati a febbraio 2019. I 2 esemplari in opzione sono stati ordinati e consegnati il 22 novembre 2023.
 Stati Uniti
- US Navy

32 TH-73A ordinati a gennaio 2020 con un contratto di 177 milioni di dollari, 36 esemplari ordinati esercitando un'opzione il 13 novembre 2020 per 171 milioni di dollari, ulteriori 36 ordinati a dicembre 2021 per 159,4 milioni di dollari. È prevista la fornitura di 130 velivoli per un valore totale del contratto di 648 milioni di dollari. L'USN prevede che le consegne degli elicotteri abbiano inizio nel 2020 e proseguiranno fino al 2024. Il primo TH-73A è stato consegnato il 10 giugno 2021 ed è diventato operativo il 6 agosto dello stesso anno. Al febbraio 2022, sono 104 gli esemplari ordinati. Il 24 dicembre 2022, con l'ordine di ulteriori 26 TH-73A, sarà completato il fabbisogno totale della US Navy di 130 elicotteri da addestramento.
 Turchia
- Türk Kara Kuvvetleri

15 AW119T ordinati a giugno 2022. Primi tre elicotteri consegnati il 25 maggio 2023.